# 尾椎
尾椎（びつい）は、脊椎動物の脊椎を構成する骨格要素のうち、尾側の末端を構成する部分。魚類から鳥類・哺乳類に至るまで分化した状態で広く存在しており、哺乳類に見られる5種類の椎骨（頸椎・胸椎・腰椎・仙椎・尾椎）のうち最も歴史のある骨である。ヒトでは退化しているが、他の脊椎動物では尾椎が発達・特殊化したものも多く見られる。
ヒトの尾椎については尾骨を参照。尾てい骨（尾骶骨）という名称は専門家の間では今日使われなくなっている。

## 魚類の尾椎

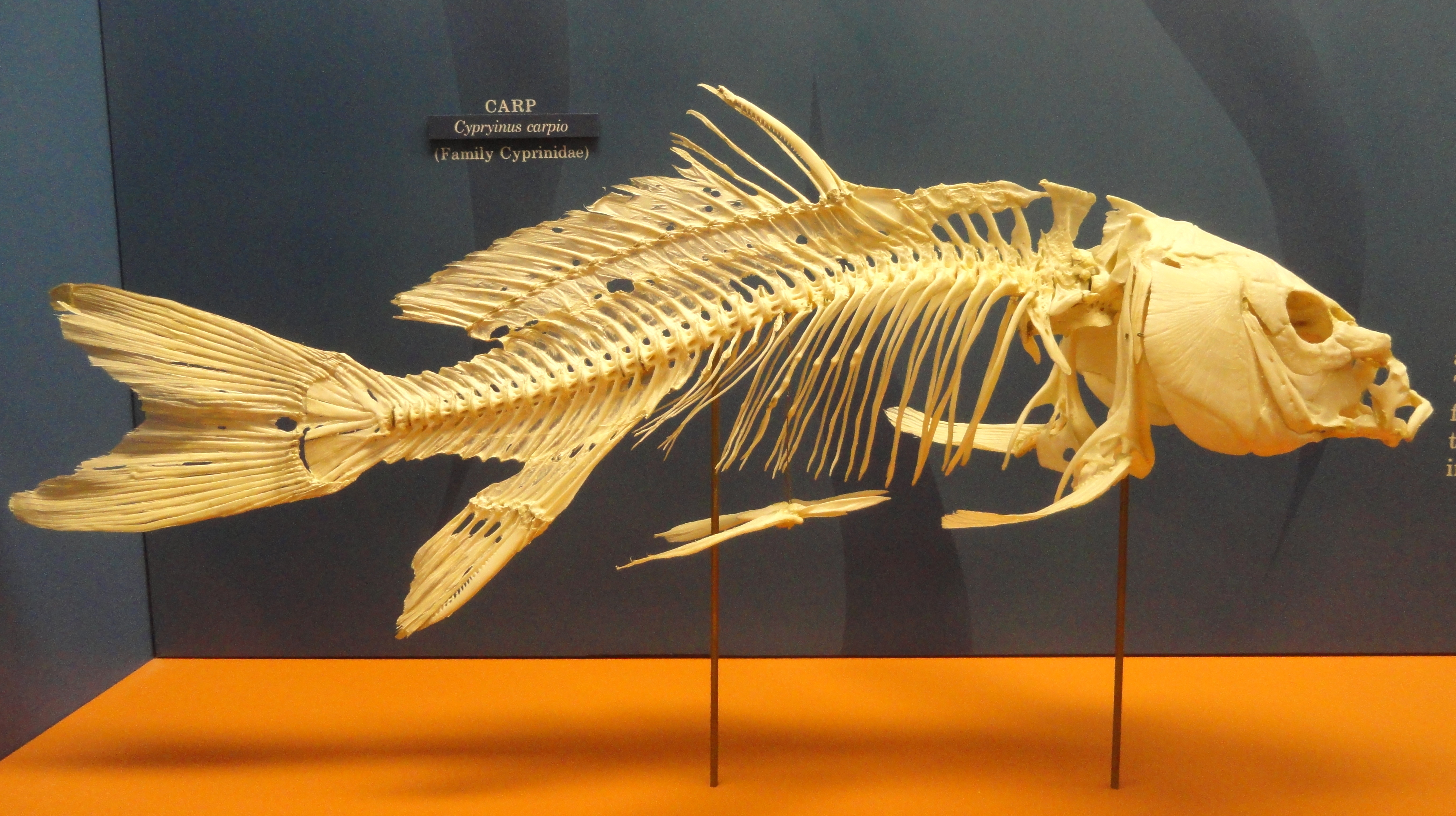
コイの骨格。肋骨の存在する脊椎が腹椎、血管棘の存在する脊椎が尾椎。

非四肢動物型魚類は脊椎動物で最初に出現したグループであり、脊椎の部位ごとの特殊化は四肢動物に比べて顕著ではない。魚類における脊柱は肛門を境に区別されており、肛門よりも頭側が腹椎または背側椎骨、尾側が尾椎と呼称される。一般に頭部から肛門および肛門から尾の末端までの形態変化は穏やかであるが、肛門付近では大きく形態が変化する。より具体的には、腹骨では椎体の背側に神経弓あるいは神経棘と呼ばれる突起が発達するのみである一方、尾椎ではそれに加えて椎体の腹側に血管弓・血管棘が形成される。この血管弓には尾動脈および尾静脈が通る。
魚類は一生を水中で過ごすため、陸上で自重を支える必要が無く、従って複雑な抗重力機構を必要としない。このため魚類の椎骨は頭部から尾までほぼ一様な脊柱が形成され、頭尾軸に沿う整然とした運動器官が配列されている。なお、背側椎骨には尾椎の血管弓・血管棘のような突起が存在しない一方、肋骨が長く腹側に伸長しており、運動機能に寄与している。

## 両生類の尾椎
初期の四肢動物の尾椎の数は50以上であったと推測されている。陸上に生活圏を移した両生類以降の四肢動物では、尾椎を含む脊柱は側方波動運動のための運動器官としての意義が薄れ、体重を維持する器官へ役割を転換した。両生類以降の四肢動物では骨盤が形成されており、腸骨と接する脊椎が仙椎と定義され、それよりも尾側の椎骨が尾椎として定義される。尾椎は生息環境や生存戦略に伴って形態が大きく変化して多様化を遂げている。ただし、突起や椎弓が尾側に向かって小型化し、末端の尾椎が円筒状の椎体のみで構成されている点は、ほぼ全ての四肢動物で共通する。
トノサマガエルなどの無尾目の両生類は尾椎が癒合・短縮しており、1個の大型の尾柱を形成している。尾柱が複数の尾椎に起源を持つことは、1個以上の椎骨が癒合した椎体や、痕跡的な椎弓・横突起・神経孔から読み取ることができる。個体発生においては、尾柱は幼生の尾の基部に位置する一連の脊索周囲軟骨から発達し、変態に伴って尾を失った後で骨化する。

## 哺乳類の尾椎

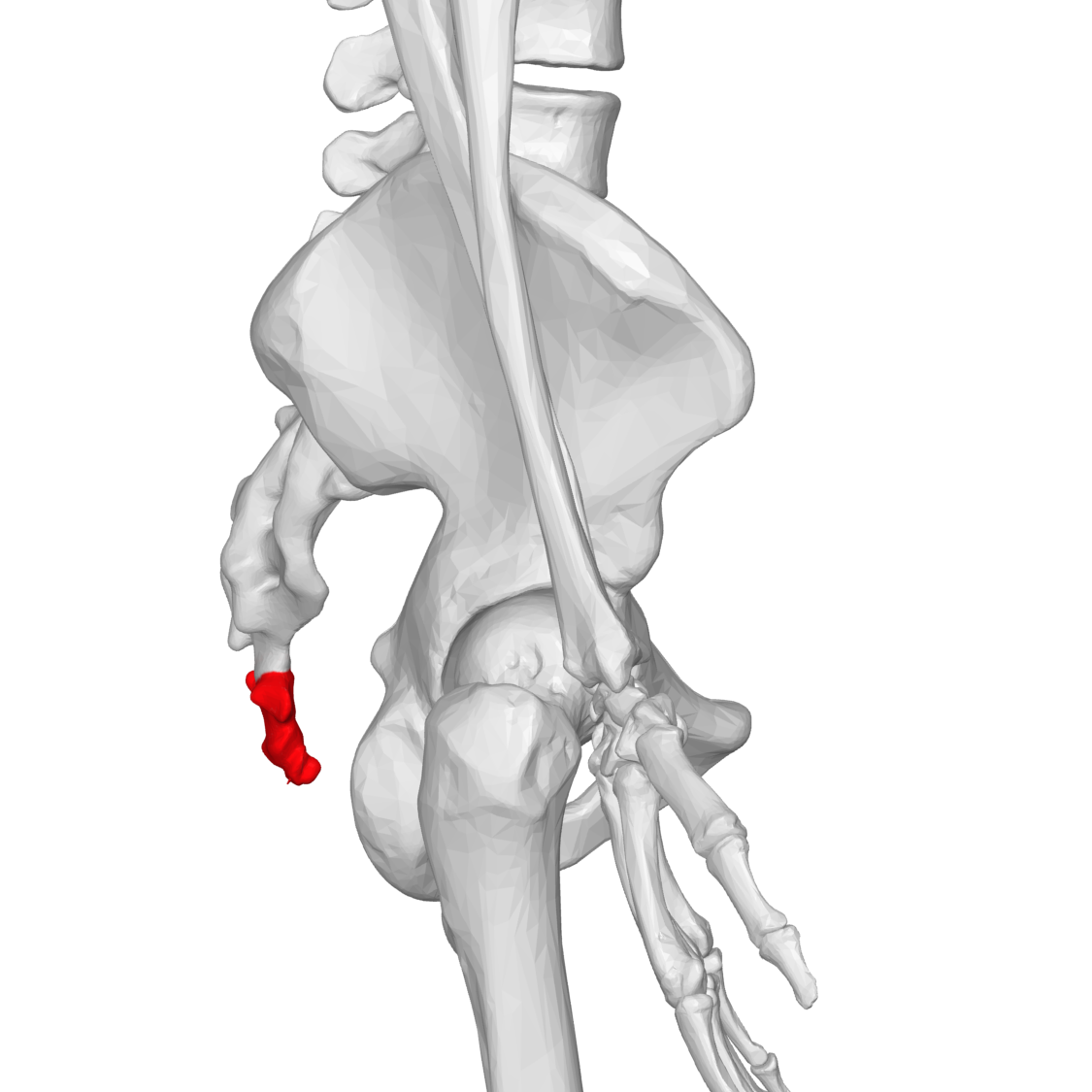
ヒトの尾椎（尾骨）

霊長類や一部の齧歯類など樹上生活に特化した動物は尾椎が発達する傾向にある。これは足場が安定しない樹上という環境において、尾椎をバランサーとして使用できる方が都合が良いためである。ムササビの尾椎は構成する椎骨の数が多いほか、1個1個の椎骨が伸長しており、長い尾を構築している。アカゲザルも尾が長く伸びており、物体を把握する特性を有する。一方で地上を主な生活の場とするヒトやニホンザルなどは尾椎の大半を失っている。ヒトの場合、約3〜5個の尾椎が癒合して尾骨を形成しており、仙骨や寛骨と共に骨盤を構成する。
またクジラも尾椎が発達しており、例としてマッコウクジラは24個の尾椎が存在する。

## 爬虫類・鳥類の尾椎
爬虫類に属するトカゲの多くは尾に自切という特性を持っており、捕食者などに襲われた際に尾を切り離して逃走が可能である。トカゲのそれぞれの尾椎は筋節中隔で前後に仕切られており、筋節中隔の筋肉が反射により収縮して尾の切断を行っている。この他の爬虫類では、ヘビは部位ごとの特殊化を遂げていない。また、カメは尾椎のみに屈曲性が認められている。

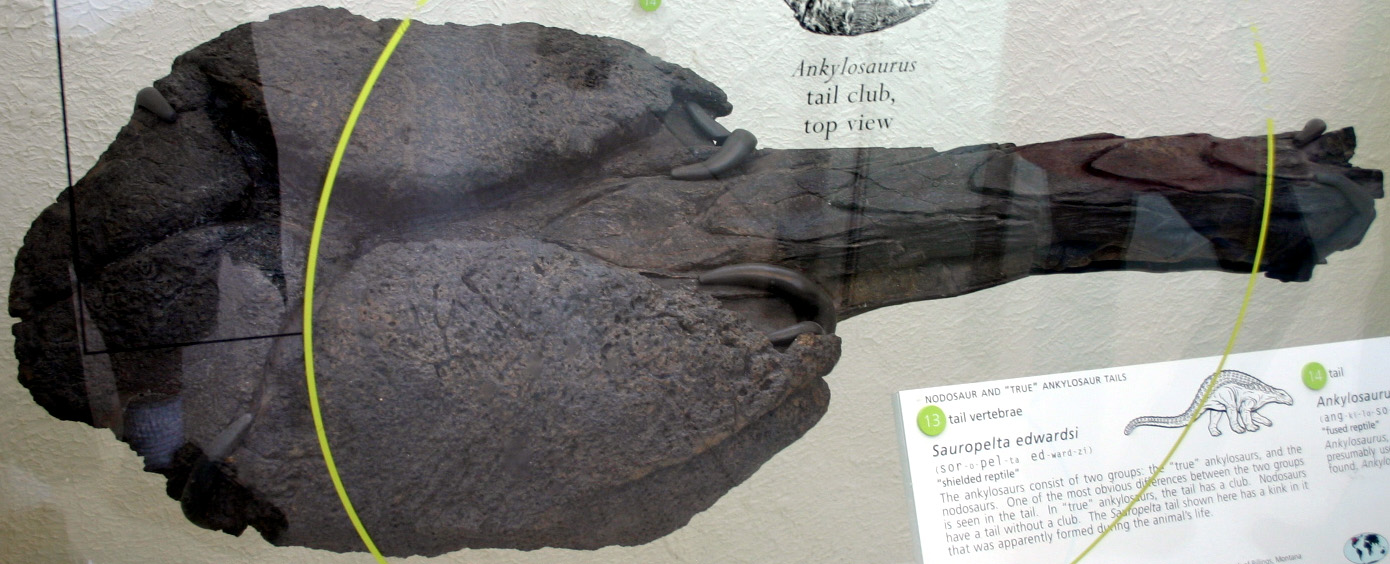
アンキロサウルスの尾

恐竜も尾椎に多様性が見られる。曲竜類や竜脚類などの恐竜では前側の尾椎で翼状突起が発達しており、強靭な筋肉が付着していたと見られている。筋肉の具体的な大きさに関しては研究が進んでいないものの、棍棒状の構造を持つ曲竜類、鞭のように尾が伸びる竜脚類、そしてサゴマイザーと呼ばれる突起を持つ剣竜類は、捕食動物に対抗する武器としてこれらを使用していたと考えられている。なお、これらの尾を武器に使用する恐竜の間でも柔軟性には大きな差がある。竜脚類のうちティタノサウルス類はボール状とソケット状の関節により尾の可動性を高めていた一方、アンキロサウルス科の曲竜類は腱が骨化して柔軟性と引き換えに硬度を手に入れている。また、イグアノドン科やハドロサウルス科の鳥脚類も尾椎の柔軟性が低い。

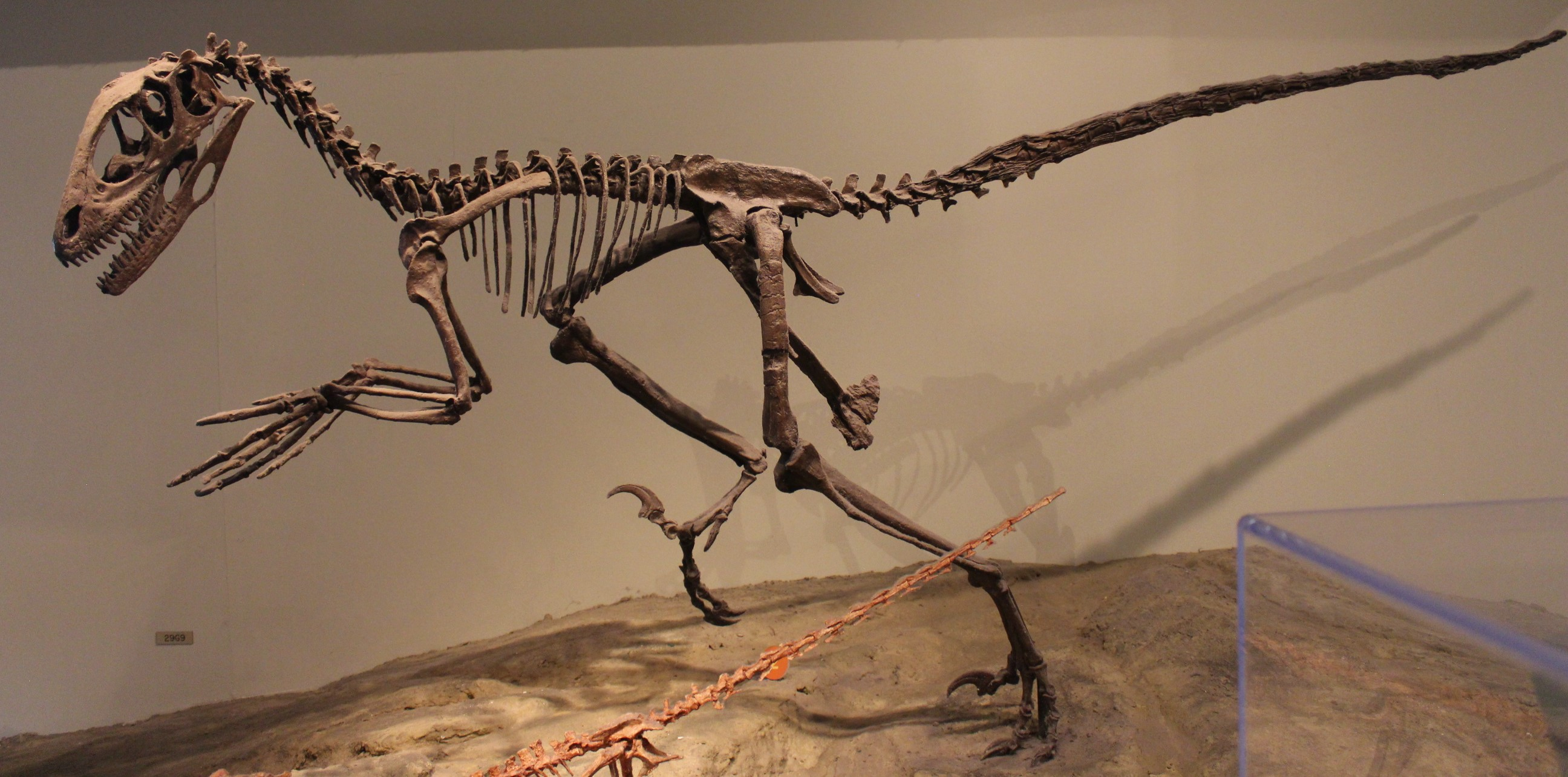
尾が硬化しているデイノニクス

獣脚類のスピノサウルスは、長い神経棘を持つ尾椎が2020年に発表されており、水棲適応の証拠であるとも主張されている。コエルロサウルス類に属するデイノニコサウルス類は、関節突起と血道弓が頭尾方向に長く伸びて絡みつくことで尾が補強されており、柔軟性と引き換えにバランサーとしての機能を高めている。コエルロサウルス類の恐竜には、他の多くの恐竜と異なり、尾大腿筋ではなく臀部に付着する筋肉を歩行時に使うよう切り替えたことが推測されているものがいる。コエルロサウルス類のうちマニラプトル類は尾大腿筋の重要性が薄れると共に尾自体も短縮しており、そのうちオヴィラプトル類・テリジノサウルス類・鳥類では尾が極端に短くなっている。
鳥類では、頭側の尾椎（ニワトリでは第一尾椎のみ、ハトでは第一〜第五尾椎）が最後位胸椎・腰椎・仙椎と癒合して複合仙骨の形成に参加する。その後方では可動性を示す独立した尾椎が配列する。尾側末端に位置する尾端骨は三角形または平行四辺形の板状構造をなして、幅の広い底部で可動尾椎と関節し、反対側の尖端部は無数の尾筋と共に尾羽の運動に寄与する。